# Bon Friazine
Bon Friazine ou Marco Bon Friazine (en russe : Бон Фрязин) est le surnom d'un architecte italien de la fin du XVe siècle, début du XVIe siècle. Le nom Friazine est donné par les Russes aux architectes immigrants en Russie et venus d'Europe du Sud, principalement d'Italie.

## Biographie
Au début du XVIe siècle, il est actif en Russie. Les détails sur la vie de Bon Friazine, y compris ceux sur son nom, font défaut (les historiens éprouvent également des problèmes du fait de la multiplicité des Friazine). Le nom Marco Bon Franzine est également utilisé ou simplement Le Franc. 

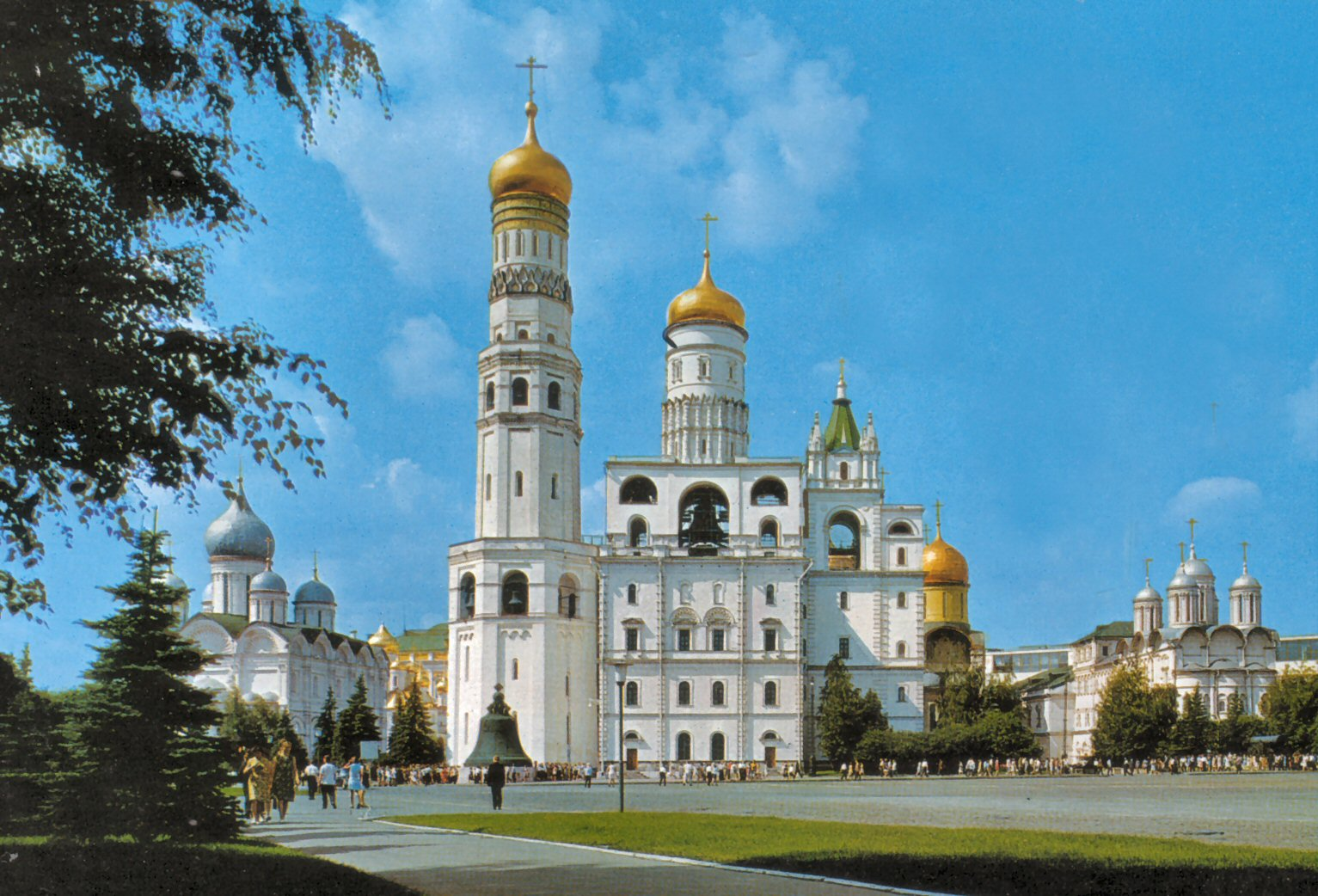
Clocher d'Ivan le Grand

Les sources historiques ne renseignent rien sur sa provenance, ni sur les travaux réalisés par lui avant son séjour dans la Grande-principauté de Moscou. Il n'existe de documents à son sujet que pour la construction du clocher d'Ivan le Grand dans le Kremlin de Moscou. C'était l'édifice le plus élevé de Moscou jusqu'au XIXe siècle :

La même année [1508] sont terminées : la cathédrale de l'Archange-Saint-Michel de Moscou, une église ijé sous les cloches dédiée à saint Jean Climaque et appelée clocher d'Ivan-le-Grand et encore la restauration de l'église de la naissance de Jean le Baptiste sur Bor (ru)(aujourd'hui disparue), près de la porte du Kremlin appelée Borovitsk ; édifice réalisés pour les églises par maître Alosius le Jeune, et pour la tour par Bon Friazine,.

Bon Fraizine réalise les deux niveaux inférieurs de l'octaèdre et une partie du troisième durant les années 1505 à 1508 (le clocher n'aura la forme qu'on lui connaît aujourd'hui un siècle plus tard seulement). Certains historiens considèrent que Bon Friazine a participé à la construction de la forteresse de Dorogobouj.